# Champe
Champe (nep. चम्पे) – gaun wikas samiti we wschodniej części Nepalu w strefie Kośi w dystrykcie Bhojpur. Według nepalskiego spisu powszechnego z 2001 roku liczył on 594 gospodarstw domowych i 3154 mieszkańców (1644 kobiet i 1510 mężczyzn).